# إدارة أنتيوكيا
إدارة أنتيوكيا وهي واحدة من 32 إدارة في كولومبيا، تقع في الجزء الشمالي الغربي من وسط كولومبيا مع جزء ضيق يحد البحر الكاريبي. معظم أراضيها جبلية مع بعض الوديان، ويغطيها جزء كبير من سلسلة جبال الأنديز. كانت أنتيوكيا جزءا من العديد من الأقسام الإقليمية من بلدان سابقة التي نشأت على الأراضي الكولومبية الحالية، وقبل صدور الدستور الكولومبي لعام 1886، أصبح لولاية أنتيوكيا حكومة ذات سيادة خاصة بها.

## أعلام
- أوسكار ألفاريز
- أدريانا موريل
- تشارلز كوردوبا
- إيرين باتشيكو
- خافيير سواريز